# Gerhard Kühn
Gerhard Kühn (* 4. Juli 1910 in Berlin; † 23. März 1982) war ein deutscher Textilkaufmann, Einzelhändler und Politiker der DDR-Blockpartei Liberal-Demokratische Partei Deutschlands (LDPD).

## Leben
Kühn stammte aus Berlin und war der Sohn eines Schornsteinfegermeisters. Nach dem Besuch des Gymnasiums schlug er 1926 eine dreijährige kaufmännische Ausbildung ein, die er 1929 als Textilkaufmann abschloss. Danach war er bis zum Ausbruch des Zweiten Weltkrieges 1939 als Lagerist und Verkäufer tätig. Nach Kriegsende 1945 wurde er in Berlin ein selbständiger Einzelhändler und war dies seit 1965 mit Kommissionsvertrag.

## Politik
Nach Kriegsende wurde er Mitglied der in der Sowjetischen Besatzungszone neugegründeten LDPD. Kühn war Mitglied der LDPD-Fraktion in der Volkskammer der DDR, von 1967 bis 1971 als sogenannter Berliner Vertreter und von 1971 bis 1976 als regulärer Abgeordneter. Aus Altersgründen trat er mit 66 Jahren 1976 nicht erneut zur Wahl an.